# MTV Movie Awards 2012
Die Verleihung der MTV Movie Awards 2012 fand am 3. Juni 2012 im Gibson Amphitheatre in Universal City statt. Moderator der Show war Russell Brand.
Gewinner des Abends war Die Tribute von Panem – The Hunger Games mit vier Preisen.

## Präsentatoren
- Mila Kunis und Mark Wahlberg
- Andrew Garfield und Emma Stone
- Logan Lerman, Ezra Miller und Emma Watson
- Chris Hemsworth und Kristen Stewart
- Charlie Sheen
- Adam Sandler, Andy Samberg und Leighton Meester
- Joe Perry und Steven Tyler
- Michael Fassbender und Charlize Theron
- Kate Beckinsale und Jessica Biel
- Matthew McConaughey und Channing Tatum
- Martha MacIsaac
- Christian Bale, Joseph Gordon-Levitt und Gary Oldman
- Jodie Foster

## Auftritte
Folgende Künstler traten während der Veranstaltung auf:
- Martin Solveig (DJ Host)
- fun. – We Are Young
- Wiz Khalifa – Work Hard, Play Hard
- The Black Keys – Gold on the Ceiling

## Preisträger und Nominierte

### Bester Film
Breaking Dawn – Biss zum Ende der Nacht, Teil 1 (The Twilight Saga: Breaking Dawn – Part 1)
- Brautalarm (Bridesmaids)
- Die Tribute von Panem – The Hunger Games (The Hunger Games)
- Harry Potter und die Heiligtümer des Todes: Teil 2 (Harry Potter and the Deathly Hallows: Part 2)
- The Help

### Bester Schauspieler
Josh Hutcherson – Die Tribute von Panem – The Hunger Games (The Hunger Games)
- Joseph Gordon-Levitt – 50/50 – Freunde fürs (Über)Leben (50/50)
- Ryan Gosling – Drive
- Daniel Radcliffe – Harry Potter und die Heiligtümer des Todes: Teil 2 (Harry Potter and the Deathly Hallows: Part 2)
- Channing Tatum – Für immer Liebe (The Vow)

### Beste Schauspielerin
Jennifer Lawrence – Die Tribute von Panem – The Hunger Games (The Hunger Games)
- Rooney Mara – Verblendung (The Girl with the Dragon Tattoo)
- Emma Stone – Crazy, Stupid, Love.
- Emma Watson – Harry Potter und die Heiligtümer des Todes: Teil 2 (Harry Potter and the Deathly Hallows: Part 2)
- Kristen Wiig – Brautalarm (Bridesmaids)

### Bester Newcomer
Shailene Woodley – The Descendants – Familie und andere Angelegenheiten (The Descendants)
- Elle Fanning – Super 8
- Liam Hemsworth – Die Tribute von Panem – The Hunger Games (the Hunger Games)
- Rooney Mara – Verblendung (The Girl with the Dragon Tattoo)
- Melissa McCarthy – Brautalarm (Bridesmaids)

### Beste Comedy-Darstellung
Melissa McCarthy – Brautalarm (Bridesmaids)
- Oliver Cooper – Project X
- Zach Galifianakis – Hangover 2
- Jonah Hill – 21 Jump Street
- Kristen Wiig – Brautalarm (Bridesmaids)

### Beste Filmsong
„Party Rock Anthem“ – 21 Jump Street – LMFAO
- „A Real Hero“ – Drive – College with Electric Youth
- „Impossible“ –  Like Crazy – Figurine
- „Pursuit of Happiness“ –  Project X – Kid Cudi
- „The Devil Is in the Details“ –  Wer ist Hanna? (Hanna) – The Chemical Brothers

### Beste Filmverwandlung
Elizabeth Banks – Die Tribute von Panem – The Hunger Games (The Hunger Games)
- Johnny Depp – 21 Jump Street
- Colin Farrell – Kill the Boss (Horrible Bosses)
- Rooney Mara – Verblendung (The Girl with the Dragon Tattoo)
- Michelle Williams – My Week with Marilyn

### Beste Magenumdreh-Performance
Rose Byrne, Ellie Kemper, Melissa McCarthy, Wendi McLendon-Covey, Maya Rudolph & Kristen Wiig – Brautalarm (Bridesmaids)
- Tom Cruise – Mission: Impossible – Phantom Protokoll (Mission: Impossible – Ghost Protokoll)
- Ryan Gosling – Drive
- Jonah Hill und Rob Riggle – 21 Jump Street
- Bryce Dallas Howard – The Help

### Bester Filmkuss
Robert Pattinson und Kristen Stewart – Breaking Dawn – Biss zum Ende der Nacht, Teil 1 (The Twilight Saga: Breaking Dawn – Part 1)
- Ryan Gosling und Emma Stone – Crazy, Stupid, Love.
- Rupert Grint und Emma Watson – Harry Potter und die Heiligtümer des Todes: Teil 2 (Harry Potter and the Deathly Hallows: Part 2)
- Josh Hutcherson und Jennifer Lawrence – Die Tribute von Panem – The Hunger Games (The Hunger Games)
- Rachel McAdams und Channing Tatum – Für immer Liebe (The Vow)

### Beste Kampfszene
Josh Hutcherson und Jennifer Lawrence vs. Alexander Ludwig – Die Tribute von Panem – The Hunger Games (The Hunger Games)
- Tom Cruise vs. Michael Nyqvist – Mission: Impossible – Phantom Protokoll (Mission: Impossible – Ghost Protokoll)
- Joel Edgerton vs. Tom Hardy – Warrior
- Ralph Fiennes vs. Daniel Radcliffe – Harry Potter und die Heiligtümer des Todes: Teil 2 (Harry Potter and the Deathly Hallows: Part 2)
- Jonah Hill und Channing Tatum vs. the Kid Gang – 21 Jump Street

### Beste Besetzung
Tom Felton, Rupert Grint, Daniel Radcliffe und Emma Watson – Harry Potter und die Heiligtümer des Todes: Teil 2 (Harry Potter and the Deathly Hallows: Part 2)
- Elizabeth Banks, Woody Harrelson, Liam Hemsworth, Josh Hutcherson, Lenny Kravitz, Jennifer Lawrence und Alexander Ludwig – Die Tribute von Panem – The Hunger Games (The Hunger Games)
- Rose Byrne, Ellie Kemper, Melissa McCarthy, Wendi McLendon-Covey, Maya Rudolph und Kristen Wiig – Brautalarm (Bridesmaids)
- Jessica Chastain, Viola Davis, Bryce Dallas Howard, Octavia Spencer und Emma Stone – The Help
- Ice Cube, Dave Franco, Jonah Hill, Ellie Kemper, Brie Larson, Rob Riggle und Channing Tatum – 21 Jump Street

### Bester Leinwand-Drecksack
Jennifer Aniston – Kill the Boss (Horrible Bosses)
- Oliver Cooper – Project X
- Colin Farrell – Kill the Boss (Horrible Bosses)
- Jon Hamm – Brautalarm (Bridesmaids)
- Bryce Dallas Howard – The Help

### Bester Filmheld
Daniel Radcliffe – Harry Potter und die Heiligtümer des Todes: Teil 2 (Harry Potter and the Deathly Hallows: Part 2)
- Chris Evans – Captain America – The First Avenger
- Chris Hemsworth – Thor
- Jennifer Lawrence – Die Tribute von Panem – The Hunger Games (The Hunger Games)
- Channing Tatum – 21 Jump Street

### MTV Generation Award
- Johnny Depp

### MTV Trailblazer Award
- Emma Stone